# Buon Pastore (zona di Roma)
Buon Pastore è la zona urbanistica 16B del Municipio Roma XII di Roma Capitale. Si estende sul suburbio S. VIII Gianicolense.
Prende il nome dall'omonimo complesso del Buon Pastore, situato nella riserva naturale della Valle dei Casali, all'angolo fra via di Bravetta e via Silvestri.
Le vie principali sono via della Pisana e via di Bravetta.
È comunemente chiamato Bravetta, per la presenza dell'omonima via e del Forte Bravetta.

## Geografia fisica

### Territorio
La zona urbanistica confina:
- a nord con la zona urbanistica 18B Val Cannuta
- a nord-est con la zona urbanistica 16X Villa Pamphili
- a est con la zona urbanistica 16B Colli Portuensi
- a sud con la zona urbanistica 15F Corviale
- a ovest con la zona urbanistica 16C Pisana

| Controllo di autorità | VIAF (EN) 247897926 · GND (DE) 7714772-8 |